# Maria Farmer
Maria Farmer (c. 1970) é uma artista visual americana conhecida por fornecer a primeira queixa criminal às autoridades em 1996 sobre a conduta do financista e criminoso sexual condenado Jeffrey Epstein. Farmer, pintora figurativa, também descreveu as experiências de má conduta sexual dela e de sua irmã Annie de Epstein e Ghislaine Maxwell para um jornalista em 2002, mas a publicação se absteve de incluí-la em suas contas.

## Infância e educação
Maria K. Farmer nasceu em Paducah, Kentucky, filha de Frank Farmer e Janice Swain. Ela tem dois irmãos e duas irmãs mais novos. A família viveu por um tempo em Phoenix, Arizona. Desde tenra idade, ela teve uma intenção definida de se tornar uma artista.
Farmer frequentou a Universidade de Santa Clara e se formou em 1992. Ela se mudou para Nova Iorque em 1993 para estudar na Academia de Arte de Nova Iorque. Farmer se formou na Academia em 1995. Ela aprofundou seus estudos e participou de um workshop de pós-graduação com Eric Fischl em 1996 no Instituto de Arte de Santa Fé, no Novo México.

## Carreira
Farmer é uma artista visual que faz principalmente pinturas e desenhos em pastel de pessoas ou grupos de pessoas. Em meados da década de 90, enquanto Farmer estava na pós-graduação, ela relatou ter vendido sua obra de arte por vinte mil dólares diretamente de seu estúdio.
Em sua exposição de pós-graduação em 1995, a reitora da escola, Eileen Guggenheim, apresentou Farmer a Jeffrey Epstein, que atuou como membro do conselho da Academia de 1987 a 1994, e a sua companheira Ghislaine Maxwell. Embora Farmer já tivesse vendido sua pintura por doze mil dólares a um comprador alemão, Epstein supostamente queria comprá-lo na recepção pela metade do preço e Guggenheim pediu que Farmer fizesse um acordo. Antes da introdução, Farmer sabia que Epstein participava regularmente dos eventos da Academia e frequentemente observava estudantes de arte trabalhando em seus estúdios. Os dois eram conhecidos na escola como importantes patrocinadores da arte.
No verão de 1995, Farmer foi um dos quatro artistas escolhidos para participar de uma viagem com todas as despesas pagas a Santa Fé. Vários artistas confirmaram que compareceram a um jantar, organizado por Epstein e Maxwell com Guggenheim, que foi projetado para testar os limites dos artistas em um ambiente bizarro e competitivo, no qual as mulheres foram prometidas que uma delas seria recompensada com uma grande obra de arte encomendada para a propriedade de Epstein no Novo México. No entanto, nenhuma comissão se materializou.
De volta a Nova Iorque, Farmer foi chamada para trabalhar para Epstein, primeiro como consultora de arte, onde supervisionou a aquisição de obras de arte de Chuck Bowdish e Damian Loeb para a coleção de Epstein. Mais tarde, Farmer continuou a trabalhar para Epstein na recepção de sua mansão em Nova Iorque, assinando "comerciantes, decoradores e amigos". Ela observou um grande número de jovens entrando e saindo da casa e afirmou que Maxwell partia em missões frequentes para buscar meninas para Jeffrey. Farmer também descreveu Epstein mostrando a ela a sala de segurança em sua mansão em Nova Iorque, equipada com extensos dispositivos de vigilância por vídeo focados nas camas e banheiros da propriedade. Farmer lembrou-se de conhecer Donald Trump e Ivana Trump, além de ver o advogado Alan Dershowitz visitando regularmente a casa de Epstein em Nova Iorque.

## Vida pessoal
Farmer mora no sul dos Estados Unidos, onde mantém um estúdio de arte. Depois de ser diagnosticada com um tumor cerebral e linfoma não Hodgkin, ela estava recebendo tratamento para câncer em maio de 2020.